# Frații Limburg

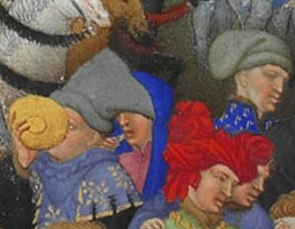
Unii istorici au avansat ipoteza că trei dintre aceste personaje ar fi frații din Limburg, dar nu există nimic care să justifice această ipoteză. Les Très Riches Heures du Duc de Berry, extras din luna ianuarie. (pentru a înțelege termenul "heures", vezi articolul Cartea de ore)

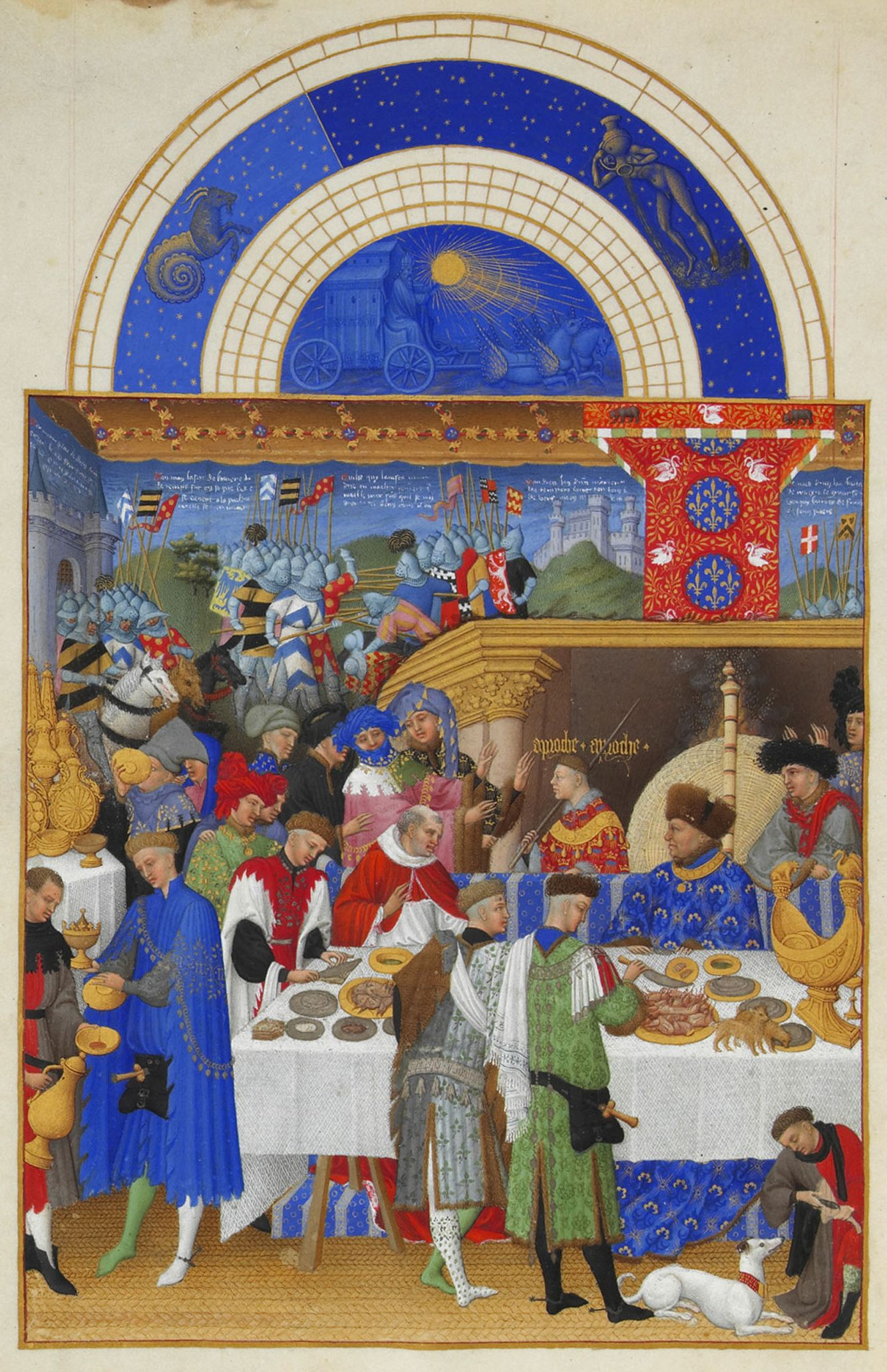
Les Très Riches Heures du duc de Berry, luna ianuarie, muzeul Condé, Chantilly, ms. 65, f. 1v, pe la 1411-1416 (pentru a înțelege termenul "heures", vezi articolul Cartea de ore)

Pol, Jean și Hermann Limburg, cunoscuți ca Frații Limburg sau Frații din Limburg (în olandeză, Paul, Herman en Johan, Gebroeders van Limburg; în franceză, Paul, Herman et Jean, Frères de Limbourg) ), din Geldre, născuți în jurul anului 1380 în Nijmegen, Olanda, au fost pictori olandezi de miniaturi numite enluminures. Ei sunt originari dintr-o familie de pictori de blazoane, fiii unui sculptor în lemn și nepoții pictorului Jean Malouel. Ei sunt renumiți pentru pictarea unor cărți cu enluminures pentru Jean I, duce de Berry, precum Belles heures du duc de Berry, dar mai ales cea mai mare parte din enluminures pentru cartea Les Très Riches Heures du duc de Berry. Ei lasă această ultimă operă neterminată întrucât vor muri de ciumă în 1416, în același an ca și  ducele, comanditarul lor.

## Biografie

### Familia Limburg
Bunicul lor, Johannes de Lymborgh, este, probabil, originar din satul Limbourg, situat pe Vesdre. S-a mutat la Nijmegen, pe atunci capitala Ducatului de Guelders. Fiul său, Arnold, (născut în jurul 1355-1360 și mort 1395-1399) este un sculptor în lemn care realizează mai multe comenzi pentru curtea ducelui. Pe la 1385, Arnold se căsătorește cu Mechteld Maelwael (sau Malouel), fata unei familii de pictori heraldici prosperă și au împreună șase copii. Herman (sau Hermant) este, probabil, cel mai mare, născut la 1385, și apoi vine Paul (sau Polleke sau Polequinen, în funcție de surse), în 1386 sau 1387, și Johan (sau Johanneke, Jacquemin, Gillequin sau Jehanequin) în 1388. Ei au, de asemenea, doi frați mai mici, Rutger (născut circa 1390) și Arnold (născut circa 1393-1395), și o soră, Greta.  Arnold urmează o formație de aurar și i se atribuie mai multe piese încă conservate.

### Familia Limburg și ducele de Burgundia
În jurul lui 1398, după moartea tatălui lor, Herman și Jean, în vârstă de 13 ani și de 10 ani, sunt trimiși de mama lor la Paris. Unchiul lor, Jean Malouel (sau Johan Maelwael în olandeză) este cel mai important pictor de curte din Franța și Burgundia. El îi trimite pe nepoții săi, frații Limburg, ca ucenici la atelierul lui  Alebret de Bolure, un aurar, originar din Luxembourg, care lucrează pentru Filip al II-lea de Burgundia pe la 1393-1394, și care a avut ocazia să lucreze cu Jean Malouel.
 
Apoi ei pleacă la Paris pentru a reveni în 1399 la Nijmegen, probabil pentru a scăpa de o epidemie de ciumă care afectează orașul. Cu toate acestea, ei sunt prinși în drum spre Bruxelles. Cei doi frați sunt luați ostatici, probabil din cauza conflictului între ducatul de atunci de Brabant și Ducatul de Guelders. Mama lor nu este în măsură să plătească răscumpărarea de 55 de coroane de aur. 
Breasla de aurari din oraș începe atunci să colecteze bani pentru eliberarea lor. 
În cele din urmă, Filip al II-lea de Burgundia plătește întreaga răscumpărare și rambursează sumele avansate de breaslă, ca răsplată pentru neprețuitele servicii aduse lui de către unchiul lor, aflat pe atunci în slujba sa. Ei au fost eliberați în mai 1400 .

Unchiul lor, Jean Malouel îi recomandă atunci probabil protectorului și patronului artelor. Jean și Paul sunt folosiți ca pictori de enluminures în februarie 1402 de către Filip al II-lea la Paris. Jean era atunci în vârstă de aproximativ 17 ani, iar Paul era de 15 ani. El le cere să lucreze timp de patru ani la ilustrarea unei Biblii. Se poate ca aceasta să fie faimoasa Bible Moralisée, păstrată la Biblioteca națională a Franței din Paris (Fr166), care este, fără îndoială, munca unuia dintre ei. Salariul lor, care este mare pentru perioada respectivă, se ridică la 10 cenți. La Paris locuiesc la Jean Durand, medicul personal al ducelui de Burgundia. Este posibil ca Herman să fi continuat, în paralel, cariera de bijutier, dacă luăm în considerare că un "Mic Herman" este menționat ca furnizor al ducelui de Berry în 1403. Filip al II-lea de Burgundia a murit pe 27 aprilie 1404, înainte ca biblia pe care o scria și o ilustra să fi fost terminată .

## Frații Limburg și ducele de Berry

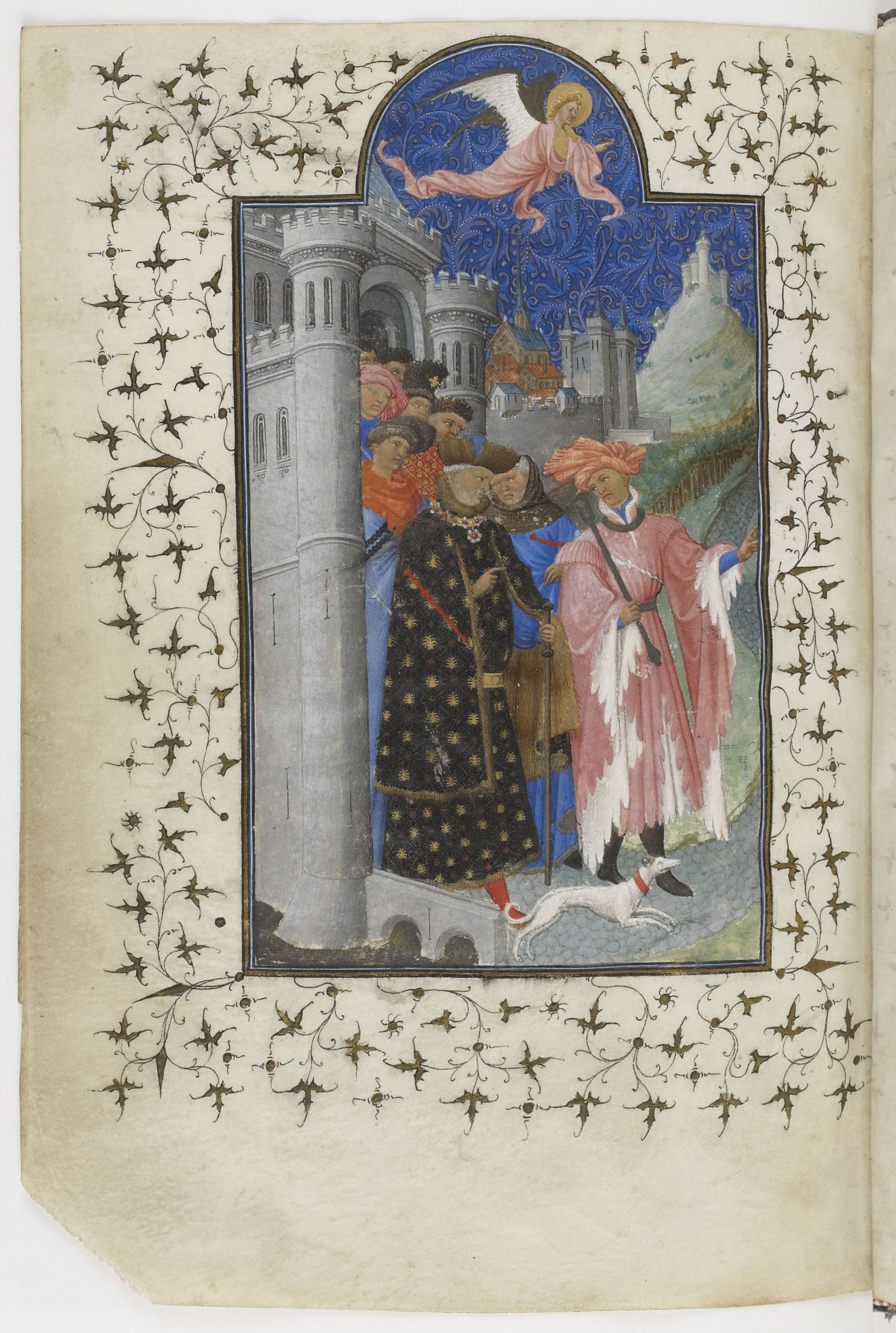
Miniatură adăugată de Frații din Limburg, în Les Petites Heures de Jean de Berry, 1412 (BNF, Paris)(pentru a înțelege termenul "heures", vezi articolul Cartea de ore)

În același an, 1404, Hermann, Paul și Jean sunt angajați de către Jean I de Berry, fratele ducelui de Burgundia. Acesta a fost un colecționar pătimaș, în special de pietre prețioase și de lucrări în aur. Este posibil ca ei să fi decorat în 1405 o chartă pentru a sa Sainte-Chapelle din Bourges. El le comandă în același an o "livre d'heures", acum cunoscută sub numele de Belles heures du Duc de Berry, lucrare ce le ia 4-5 ani, realizând 158 de miniaturi. Este dificil de determinat cota-parte a fiecărui frate în activitatea de ilustrare. Vor finaliza lucrările în 1408 sau 1409. În 1410 sau 1411, ducele le distribuie un alt proiect, chiar mai important, numit mai apoi  Les Très Riches Heures du duc de Berry.

Ducele este fără îndoială foarte încântat de munca lor pentru că le face cadouri în mai multe rânduri. Paul Limburg primește aastfel multe bijuterii și pietre prețioase. Invers, cei trei frați, de asemenea, oferă cadouri protectorului lor: la 1 ianuarie 1411, i-au oferit o carte bijuterie îmbrăcată în catifea și prevăzută cu două încuietori, cu blazonul ducelui. Paul, în special, este fără îndoială cel mai apropiat de Jean de Berry: el primește rangul de " valet de chambre ", ca și unchiul său la ducele de Burgundia. În 1408, ducele chiar merge atât de departe încât, la cererea pictorului său preferat, o sechestrează în castelul său din Étampes pe o anume Gillette la Mercière, în vârstă de 8 ani, fată din marea burghezie a orașului Bourges. Paul este îndrăgostit de ea, dar a fost refuzat de părinții ei. Fata este eliberată doar la intervenția regelui, în februarie 1409. Paul se căsătorește în cele din urmă cu fata în 1411, ea având 12 ani, iar el 24. Tot în 1411, ducele îi face cadou unul din cele mai mari palate din Bourges; aici Paul va locui cu frații săi, după ce, o lungă perioadă de timp fuseseră găzduiți în Hôtel de Nesles, palatul din Paris al ducelui .

### Dispariția lor
În 1415, cei trei frati sunt din nou la Paris, an în care sunt menționați ca beneficiarii unui cadou în formă de inel de aur cu rubin într-un inventar al ducelui pe 22 august. Nu știm data exactă a dispariției lor, la o vârstă situată între 28 și 31 de ani. Cauza morții rămâne la fel de necunoscută, chiar dacă motivul de multe ori avansat este o epidemia de ciumă care a bântuit în acea vreme. Pe 9 martie 1416, arhivele Nijmegen semnalează că Jean de Limbourg este mort. Șase luni mai târziu, aceleași surse indică moartea lui Herman și a lui Paul. În septembrie și octombrie, fratele lor mai mic, Johannes și sora lor Greta sunt numiți executori testamentari ai celor trei frați. Les Très Riches Heures rămân neterminate. Comanditarul lor moare, de asemenea, în luna iunie 1416, probabil din aceeași cauză: ciuma.

## Lucrări atribuite

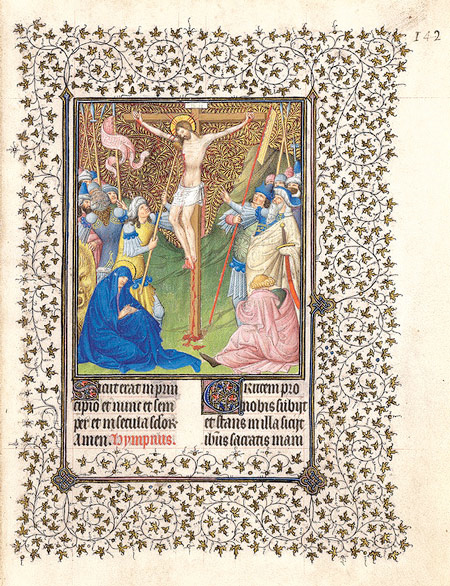
Belles heures de Jean de France, duc de Berry (MMA, New York)

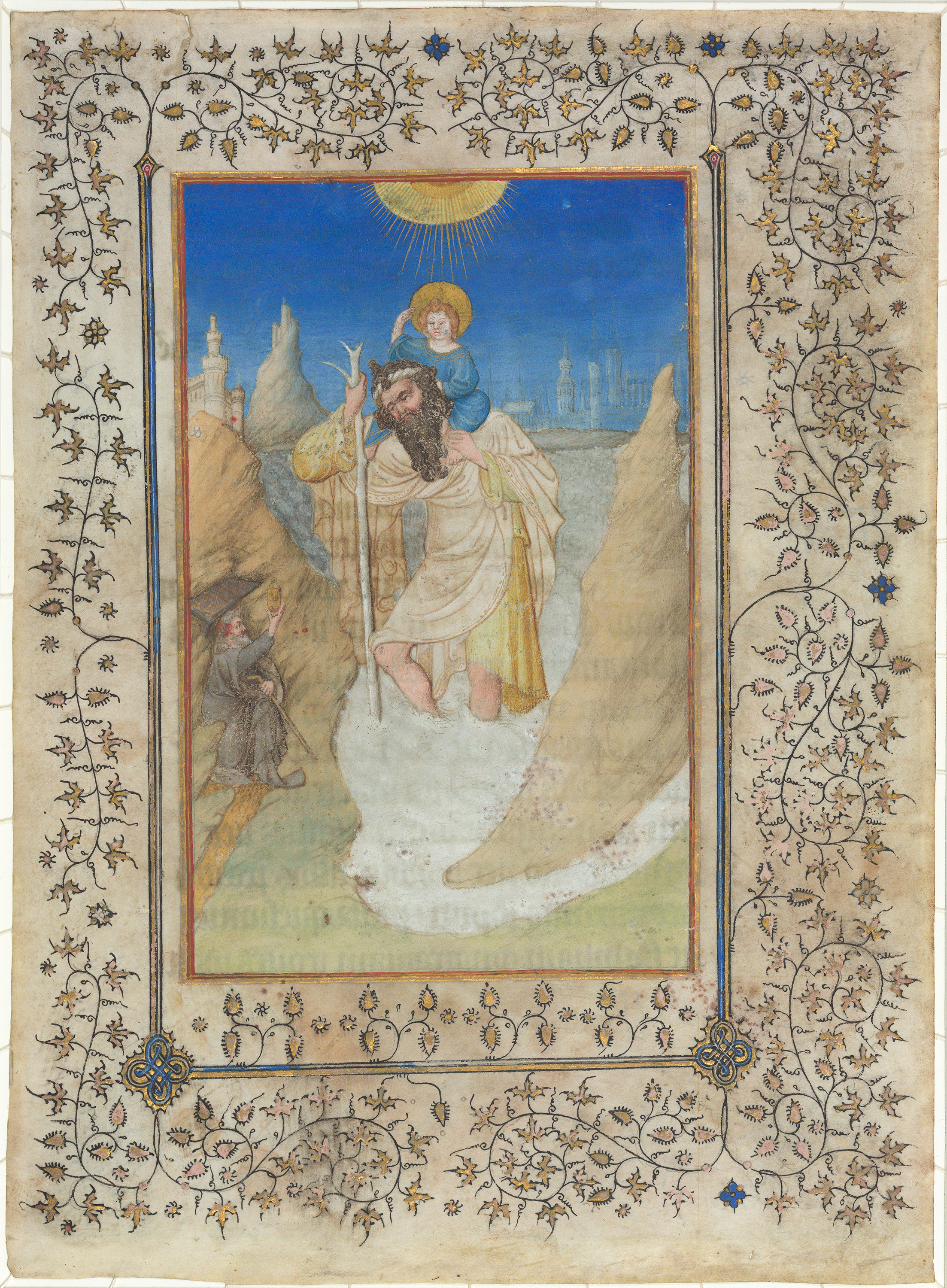
Saint Christophe purtându-l pe Hristos, National Gallery of Art, Washinton DC.

- Bible Moralisée, Bibliothèque nationale de France, Ms. ro.166, 1402-1404, 184 miniaturi atribuite celortrei frați și 124 de margini ;
- Charta pentru instalarea unui demnitar ecleziastic la Sainte-Chapelle din Bourges de către ducele de Berry, pierdută, 18 aprilie 1405, 1 pagină (cunoscută printr-un desen mai vechi) ;
- Belles heures du duc de Berry, Metropolitan Museum of Art, The Cloisters, Acc.no.54.1.1, 1405-1409, 172 de miniaturi ;
- Adaos de trei miniaturi la Les Très Belles Heures de Notre-Dame, BNF, NAL 3093, vers 1410 : L'Adoration de la Sainte Trinité, L'Adoration de Dieu le père et Itinéraire du duc de Berry(acesta din urmă dispărut, cunoscut printr-un desen mai vechi) ;
- Adaos a unei miniaturi la primele Ore ale ducelui de Berry, BNF, Ms. Lat.18014, în jurul 1412 : Jean de Berry care pleacă într-un pelerinaj ;
- Ajout d'une miniatures aux Petites Heures du duc de Berry, BNF, Ms. Lat.18014, vers 1412 : Jean de Berry partant en pèlerinage ;
- Une miniature du livre Valerius Maximus, De dictis factisque mirabilius, Bibliothèque apostolique vaticane, Cod. Reg. Lat. 939, vers 1410 : Valerius Maximus à l'étude (frontispice) ;
- Les Très Riches Heures du duc de Berry, Musée Condé, Chantilly, Ms.65, 35 miniatures pleine page, 25 miniatures sur une colonne, une page composite
- Saint Christophe portant le Christ, miniature isolée extraite d'un livre d'heures non identifié, National Gallery of Art, Washington, Acc.no.B-13 520.

Dominique Thiébaut, curator, muzeul Luvru, și-a propus să vadă mâna lor în decembrie 2015 în Hristos ajutat de sfântul Ioan Evanghelistul, în prezența Maicii Domnului și a doi îngeri, ulei pe lemn (nuc), 102.5 x 77.5 cm - Muzeul Luvru.
În 2016, a fost pus în vânzare o "livre d'heures" ilustrată cu desene neterminate atribuite de către un cabinet de experți unuia dintre frații Limburg. . Cartea a fost achiziționată pentru mai mult de două milioane de euro pe 16 decembrie 2016 la licitația de la Casa Millon în Bruxelles de către  un librar germano-elvețian care le-a expus în cadrul târgului TEFAF în Maastricht în 2016. 

## FestivalulFrații Limburg
Nijmegen, orașul natal al fraților din Limburg, organizează la sfârșitul lunii august un festival anual medieval sub numele de Festivalul Frații Limburg. Oameni în costume de epocă inspirate parțial de miniaturile manuscriselor medievale joacă scene de epocă: piață, tabere, lupte, jocuri. Există expoziții tematice și se servesc produse alimentare din epocă.